# Zespół Rzeczników Platformy Obywatelskiej
Zespół Rzeczników Platformy Obywatelskiej – zespół wewnętrzny Platformy Obywatelskiej, powołany uchwałą nr 03/64/2006 Zarządu Krajowego Platformy Obywatelskiej z dnia 10 stycznia 2006 w sprawie utworzenia Zespołu Rzeczników Platformy Obywatelskiej w celu monitorowania i analizowania pracy odpowiednich ministrów rządu, zajmowania stanowiska wobec bieżących jego decyzji oraz uczestniczenia w pracach programowych Platformy. Tym samym inicjatywa ta nawiązywała do brytyjskiej koncepcji gabinetu cieni.

## Skład gabinetu
W skład zespołu weszło 21 osób. Koordynatorem gabinetu został Jan Rokita. Oprócz niego członkami Zespołu Rzeczników byli:
- Marek Biernacki – sprawy wewnętrzne i służby specjalne
- Zbigniew Chlebowski – finanse
- Mirosław Drzewiecki – sport
- Waldy Dzikowski – administracja
- Stanisław Gawłowski – środowisko
- Aleksander Grad – rolnictwo i rozwój wsi
- Tadeusz Jarmuziewicz – infrastruktura
- Bronisław Komorowski – sprawy zagraniczne
- Ewa Kopacz – zdrowie
- Sławomir Piechota – polityka społeczna
- Julia Pitera – sprawiedliwość
- Elżbieta Radziszewska – sprawy kobiet i rodziny
- Arkadiusz Rybicki – kultura
- Jacek Saryusz-Wolski – szef frakcji PO w Parlamencie Europejskim
- Tomasz Szczypiński – rozwój regionalny
- Adam Szejnfeld – gospodarka
- Krystyna Szumilas – edukacja i nauka
- Jan Wyrowiński – skarb państwa
- Bogdan Zdrojewski – obrona narodowa
- Anna Zielińska-Głębocka – sprawy europejskie.

Sekretarzami Zespołu Rzeczników PO byli Sławomir Nitras oraz Tomasz Lenz.

## Działalność Zespołu Rzeczników

### Prezentacja dokumentu programowego
Dorobek gabinetu cieni został zaprezentowany przez jego szefa Jana Rokitę na konferencji prasowej, na której wystąpił 28 stycznia 2007 wspólnie z parlamentarzystami PO – posłem Pawłem Śpiewakiem i senatorem Jarosławem Gowinem, którzy reprezentowali liberalne i konserwatywne skrzydło klubu, co miało symbolizować linię ideową partii. W prezentacji projektu nie brał natomiast udziału poza Janem Rokitą żaden z rzeczników, ani nikt z kierownictwa partii. Przynajmniej dwoje z rzeczników nie było nawet poinformowanych o planowanej konferencji, na której dokument ten miał być ujawniony.
Dokument przedstawiony przez Jana Rokitę liczył 339 stron. Koncentrował się na ośmiu przedsięwzięciach:
- naprawa procesu tworzenia prawa – gabinet proponował m.in. powrót do dwóch czytań projektów ustaw w parlamencie, standardowe wysłuchanie publiczne w toku prac rządowych nad projektami legislacyjnymi, powołanie Narodowego Centrum Legislacyjnego[2];
- zmiany w systemie sądowniczym – gabinet proponował m.in. zniesienie immunitetu sędziowskiego (z pewnymi wyjątkami), zmianę składu Krajowej Rady Sądownictwa, publikowanie orzeczeń sądowych w internecie, jawność w dostępie do materiałów wymiaru sprawiedliwości oraz pozwalającej na ocenianie sędziów dokumentacji[2];
- reforma prokuratury – gabinet postulował oddzielenie funkcji prokuratora generalnego od funkcji ministra sprawiedliwości oraz przeniesienie nadzoru nad prokuratorami do sądów[2];
- przebudowa administracji publicznej – gabinet postulował powszechny wybór starostów, przeniesienie dużej części zadań samorządowych do samorządu wojewódzkiego oraz wprowadzenie do samorządu służby cywilnej, a także wprowadzenie finansowej odpowiedzialności urzędnika za złe decyzje[2];
- przebudowa budżetu i finansów publicznych – gabinet proponował m.in. wprowadzenie nowej struktury budżetu, zastąpienie jednoletniego planowania budżetu pięcioletnią perspektywą, likwidację funduszy i agencji celowych, szybkie wprowadzenie euro, a także jednolitej stawki podatku dochodowego wraz z ulgami rodzinnymi w systemie podatkowym[2];
- reforma systemu edukacji – gabinet proponował m.in. likwidację kuratoriów oświaty i przeniesienie większych kompetencji w ręce dyrektorów szkół, a także wprowadzenie bonu samorządowego jako systemu finansowania oświaty[2];
- zmiany w funkcjonowaniu służb mundurowych – gabinet postulował m.in. oddanie lokalnych policji prewencyjnych pod nadzór samorządu terytorialnego oraz oddzielenie ich od kryminalnej i śledczej policji, a także stworzenie jednolitego dowództwa sił operacyjnych w wojsku, likwidację poboru oraz wprowadzenie zawodowych wojsk operacyjnych[2];
- „naprawa polityki” – gabinet postulował m.in. zniesienie immunitetów poselskich i stworzenie kategorii wyższych funkcjonariuszy publicznych oraz zaostrzenie kar za nadużycie funkcji publicznych[2].

### Inne działania
Analiza działalności poszczególnych ministrów konstytucyjnych przez członków Zespołu Rzeczników owocowała także wnioskami o odwołanie niektórych szefów resortów, m.in. Krzysztofa Jurgiela, Romana Giertycha, Jerzego Polaczka, Anny Kalaty, Zbigniewa Ziobry czy Zyty Gilowskiej.

## Konsekwencje w okresie rządu Donalda Tuska
Po wygranych przez Platformę Obywatelską wyborach parlamentarnych w 2007 w rządzie Donalda Tuska dwie osoby objęły kierownictwo resortów zgodne z ich wcześniejszym zakresem obowiązków w gabinecie cieni (Mirosław Drzewiecki i Ewa Kopacz). Kolejne dwie osoby otrzymały stanowiska ministerialne, jednak w innych resortach (Aleksander Grad i Bogdan Zdrojewski). Dalsze 5 osób objęło stanowiska sekretarzy stanu w ministerstwach odpowiadających ich zakresowi obowiązków w zespole (Stanisław Gawłowski, Tadeusz Jarmuziewicz, Sławomir Piechota, Adam Szejnfeld i Krystyna Szumilas), zaś Julia Pitera i Elżbieta Radziszewska objęły funkcje pełnomocników w randze sekretarza stanu w KPRM. 9 członków zespołu nie objęło jednak żadnej funkcji rządowej, a jego koordynator Jan Rokita zrezygnował z kandydowania do parlamentu i wycofał się z działalności politycznej.
Rząd podjął się realizacji niektórych postulatów zapisanych w dokumencie wypracowanym przez Zespół Rzeczników. Jedną z przyczyn braku realizacji niektórych postulatów gabinetu cieni, a także zmniejszenia liczby członków gabinetu, którzy weszli w skład rządu, było współtworzenie koalicyjnego rządu z Polskim Stronnictwem Ludowym.

## Nawiązanie

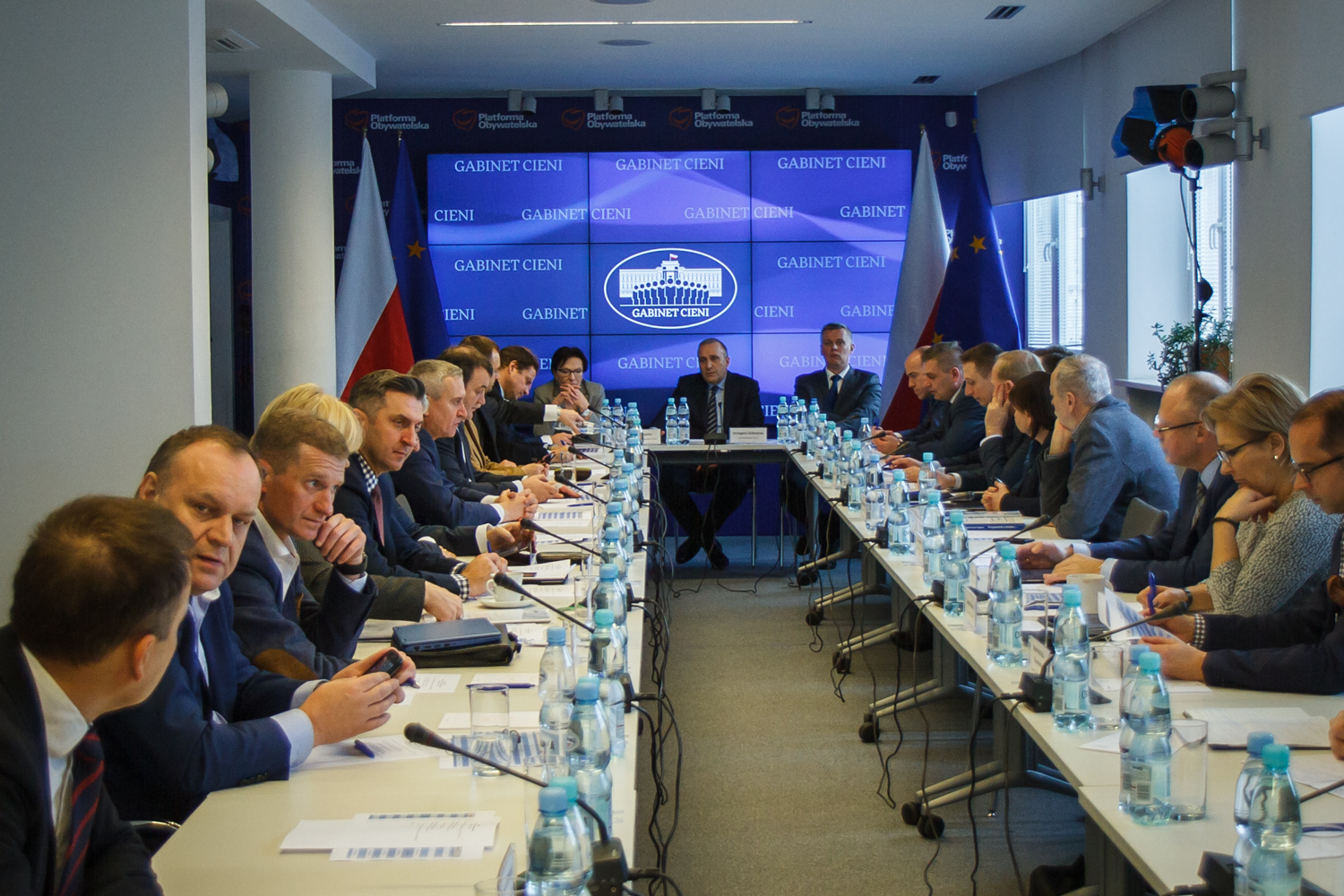
Posiedzenie gabinetu cieni Platformy Obywatelskiej, styczeń 2017

17 listopada 2016, po upływie rocznego okresu ponownego pobytu PO w opozycji, partia ta ponownie powołała gabinet cieni (na czele z ówczesnym przewodniczącym partii Grzegorzem Schetyną), funkcjonujący do końca ówczesnej kadencji parlamentu w 2019.
Skład drugiego gabinetu cieni (2016−2019)
- Grzegorz Schetyna − szef Gabinetu Cieni
- Stanisław Gawłowski − przewodniczący Stałego Komitetu Rady Ministrów w Gabinecie Cieni
- Mariusz Witczak − szef Kancelarii Prezesa Rady Ministrów w Gabinecie Cieni
- Rafał Grupiński − szef Gabinetu Kultury i Dziedzictwa Narodowego
- Sławomir Neumann − szef Gabinetu Rozwoju i Infrastruktury
- Borys Budka − szef Gabinetu Spraw Wewnętrznych i Administracji
- Krzysztof Brejza − szef Gabinetu Sprawiedliwości
- Andrzej Halicki − szef Gabinetu Spraw Zagranicznych
- Kazimierz Michał Ujazdowski – szef gabinetu reform ustrojowych, decentralizacji i rozwoju samorządności
- Czesław Mroczek − szef Gabinetu Obrony Narodowej
- Włodzimierz Nykiel − szef Gabinetu Finansów
- Urszula Augustyn − szef Gabinetu Edukacji Narodowej
- Piotr Wach − szef Gabinetu Nauki i Szkolnictwa Wyższego
- Tomasz Grodzki − szef Gabinetu Zdrowia
- Michał Szczerba − szef Gabinetu ds. Polityki Senioralnej
- Jarosław Duda − szef Gabinetu Rodziny, Pracy i Polityki Społecznej
- Arkadiusz Marchewka − szef Gabinetu Cyfryzacji, Innowacji i Młodzieży
- Jacek Protas − szef Gabinetu ds. Samorządu
- Dorota Niedziela − szef Gabinetu Rolnictwa i Rozwoju Wsi
- Ireneusz Raś − szef Gabinetu Turystyki i Sportu
- Gabriela Lenartowicz − szef Gabinetu Środowiska
- Tadeusz Aziewicz − szef Gabinetu Gospodarki Morskiej i Żeglugi Śródlądowej
- Zdzisław Gawlik − szef Gabinetu Energii
- Maria Małgorzata Janyska − szef Gabinetu Gospodarki
- Monika Wielichowska − pełnomocnik do Spraw Równego Statusu w Gabinecie Cieni
- Ewa Kopacz − wiceszefowa Gabinetu Cieni
- Tomasz Siemoniak − wiceszef Gabinetu Cieni
- Izabela Mrzygłocka − wiceprzewodnicząca Stałego Komitetu Rady Ministrów w Gabinecie Cieni
- Wojciech Król − wiceszef Kancelarii Prezesa Rady Ministrów w Gabinecie Cieni
- Jerzy Fedorowicz − wiceszef Gabinetu Kultury i Dziedzictwa Narodowego
- Cezary Grabarczyk − wiceszef Gabinetu Rozwoju i Infrastruktury
- Wojciech Wilk − wiceszef Gabinetu Spraw Wewnętrznych i Administracji
- Marek Wójcik − wiceszef Gabinetu Spraw Wewnętrznych i Administracji
- Piotr Zientarski − wiceszef Gabinetu Sprawiedliwości
- Paweł Zalewski − wiceszef Gabinetu Spraw Zagranicznych
- Cezary Tomczyk − wiceszef Gabinetu Obrony Narodowej
- Izabela Leszczyna − wiceszef Gabinetu Finansów
- Elżbieta Gapińska − wiceszef Gabinetu Edukacji Narodowej
- Waldemar Sługocki − wiceszef Gabinetu Nauki i Szkolnictwa Wyższego
- Lidia Gądek − wiceszef Gabinetu Zdrowia
- Marzena Okła-Drewnowicz − wiceszef Gabinetu ds. Polityki Senioralnej
- Magdalena Kochan − wiceszef Gabinetu Rodziny, Pracy i Polityki Społecznej
- Jan Grabiec − wiceszef Gabinetu Cyfryzacji, Innowacji i Młodzieży
- Ryszard Wilczyński − wiceszef Gabinetu ds. Samorządu
- Kazimierz Plocke − wiceszef Gabinetu Rolnictwa i Rozwoju Wsi
- Adam Korol − wiceszef Gabinetu Turystyki i Sportu
- Tomasz Cimoszewicz − wiceszef Gabinetu Środowiska
- Norbert Obrycki − wiceszef Gabinetu Gospodarki Morskiej i Żeglugi Śródlądowej
- Krzysztof Gadowski − wiceszef Gabinetu Energii
- Janusz Cichoń − wiceszef Gabinetu Gospodarki